# Galliard
Galliard (fransk gailliarde, italiensk gagliarda; et ofte brugt synonym er cinque-pas) er en dans, som var populær over hele Europa i 1500-tallet.

## Som dans
Oprindelig var galliarden en fransk folkedans kendt fra omkring år 1400. Fra slutningen af århundredet spredte den sig til mange europæiske hoffer, og den var en populær hofdans i 1500-tallet.
Galliard er en ganske anstrengende dans, som karakteriseres af hop og spring, fem i alt. I grundformen cinque pas) udføres fire hop skiftevis på venstre og højre fod og med den "ledige" fod løftet op foran danseren. Det femte og sidste trin udføres over to takter, og er et langt spring bagover med den ene foden løftet foran danseren, som skal lande på en skråstillet fod. Dette det mest karakteristiske galliard-trin blev kaldt kadens.
Tidens dansehåndbøger beskrev en mængde variationer. Et specialtrin var lavolta, der dansepartnerne vender 270 grader, mens de holder hinanden i et intimt favntag, og med kvinden holdt op i luften. Enkelte dansemestre regnede denne variant som upassende. Cesare Negri beskriver i Le Gratie d'Amore flere varianter af Salti del Fiocco. Lettere varianter indebar en enkelt rotation på 180 eller 360 grader, under mere krævende varianter kunne danserne udføre intrikate trin bestående af flere påfølgende rotationer. Undervejs sparker danseren til en dusk, som hænger en armlængde over gulvet.
Galliarden blev danset både som par- og solodans, men i hofsammenheng altid som pardans.
Dronning Elisabeth I af England var en ivrig udøver af galliard-dansen, og John Stanhope skrev, at dronningen i 1589, da hun var midt i 50-erne, fortsat var så adræt, at hun dansede seks, syv galliarder som morgengymnastik.

## Som musikalsk form
Kompositioner i form af galliarder blev skrevet og fremført længe efter, at dansen var blevet gammeldags. En galliard indgik ofte som en sats i suiter, ofte som en "efterdans" i seksdelt takt, som anvendte samme materiale som den firedelte dans den efterfulgte, eksempelvis en pavane. Det karakteristiske træk med seks taktslag i en frase kan høres i for eksempel "God Save the Queen".

## Komponister som skrev galliarder
- John Dowland
- Thomas Robinson
- Anthony Holborne
- Daniel Bacheler
- Jean-Baptiste Lully

## Eksempel
Lytteeksempel fra Pierre Attaignants samling:
 Gagliarde XXII af Attaignant ?